# 越南共和國政府
越南共和國政府，通稱南越政府，是越南共和國（南越）的國家機構統稱，越南共和國政府實行基於民主共和制的三權分立制度，政府以單一制存在，共包涵行政、立法、司法三個體系。越南共和國政府根據越南共和國憲法設立，憲法自1955年越南共和國建立及1967年共經歷兩次修改。政府部門總部皆位於西貢市。

## 政府構成

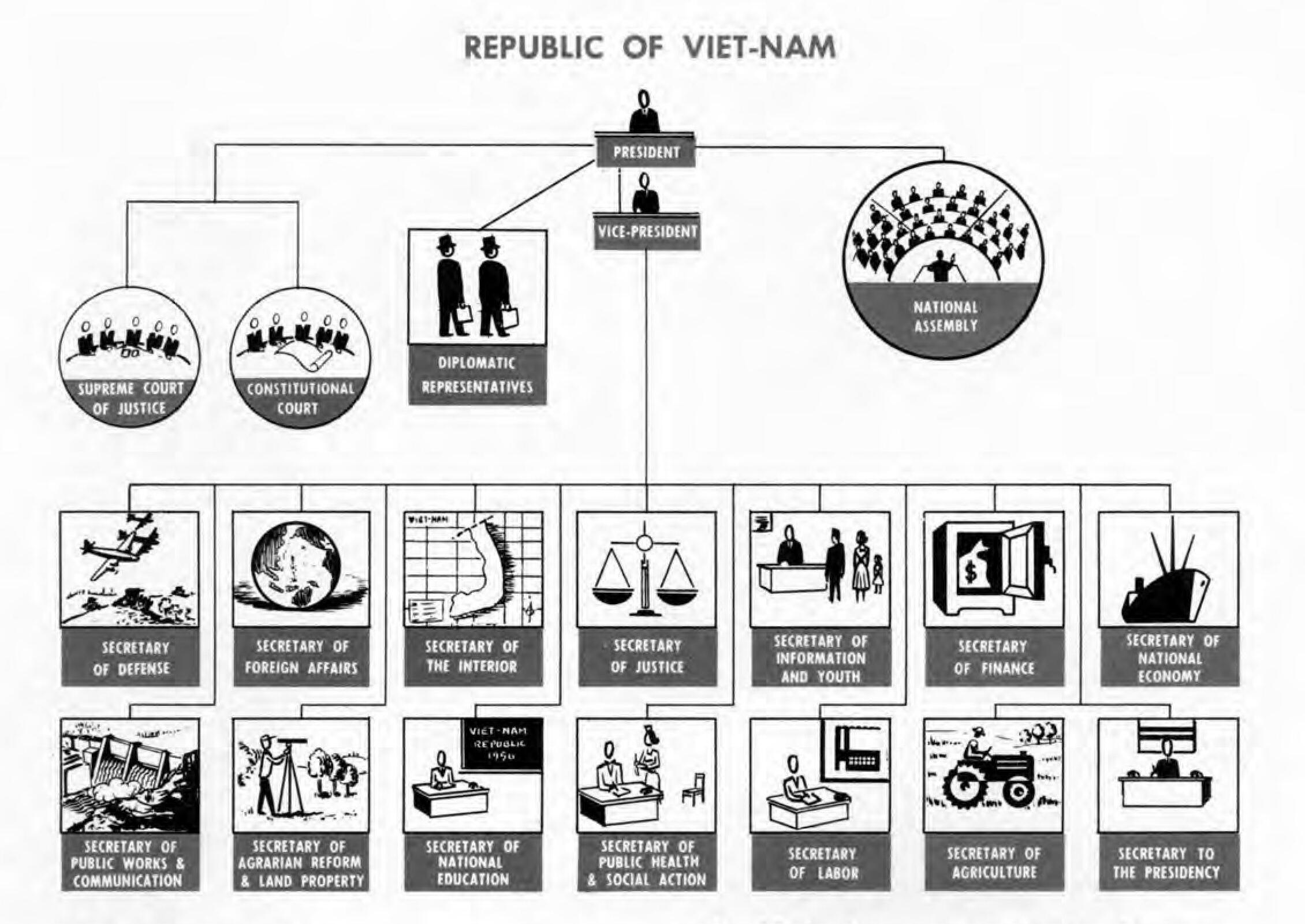
1956年越南共和國之政府體制

根據1967年通過的越南共和國憲法，越南共和國效法美國實行行政、立法和司法三權分立的原則。越南共和國國會掌控立法權，地址位於西貢市大劇院和現在的胡志明市證券交易所大樓。國會包含眾議院和參議院兩院，眾議院有159名議員，任期4年；參議院60名議員，任期6年。參議員透過代表聯名選出，而眾議員則由各地選民自行選出，數目由地方人口占比決定；每名議員大概代表50,000名選民。眾議院中，高棉族代表佔6席，高地族代表佔6席，北部民族代表佔2席，佔族代表佔2席。國會擁有的權力包括表決法案，討論批准國際條約和協定，決定戰和問題，監督政府施政等等，並擁有若三分之二議員同意便可彈劾政府的權力（若總統否決，則必須達到四分之三議員同意才可彈劾）。地方設地方議會，議員任期三年，負責處理地方事務。
越南共和國總統擁有行政權。總統由公民選出，任期4年。總統是國家元首及越南共和國軍最高統帥，兼國家安全會議主席。總統擁有頒布法律、核定國家政策、任命總理及內閣成員、任命大使及地方行政首長、主持內閣會議、簽署國際協定協議及執行戒嚴宵禁的權力。1974年，總統任期由4年延長至5年，且最多連任兩次。越南共和國副總統是總統的第一繼任人，當在任的總統出缺（於任內死亡、辭職或遭到彈劾）時，副總統將繼任。同時，副總統也兼任文化教育部長、社會與經濟會議主席、少數民族會議主席。越南共和國總理是國家的政府首腦，負責領導政府。總理由總統指派，負責執行國家政策。政府包括19個部，每個部門有一名部長。這19個部門包括外交部、國防部、內務部、通訊部、招撫部、財政部、商業部、司法部、農村發展部、土地改革及農漁業發展部、工程部、交通及郵政部、教育部、衛生部、社會部、勞動部、退伍軍人事務部、少數民族發展部及負責與國會聯絡部。其中「招撫部」主要負責進行針對共產黨的宣傳攻勢。此外，政府還包括3名國務卿，分別為文化國務卿、重建發展國務卿和國務卿辦公室（文房）。
越南共和國最高法院掌握司法權。最高法院包括15名法官，每名法官的任期為6年。最高法院的權力包括解釋憲法、判斷法案是否合憲、解散違憲政黨等。此外，檢察院是另外一個司法機構，包括9－18名檢察官，由總統、國會及最高法院各指派三分之一的成員。檢察院的權力包括調查貪腐、調查政府人員財產狀況及監督司法合法性等。